# كاثرين ستيفنسون
كاثرين ستيفنسون (بالإنجليزية: Kathryn Stephenson)‏ هي طبيبة أمريكية، ولدت في 30 يوليو 1912 في كانساس سيتي في الولايات المتحدة، وتوفيت في 18 أكتوبر 1993 في سانتا باربارا في الولايات المتحدة.